# Gupwell Pond
Der Gupwell Pond ist ein Süßwassertümpel im ostantarktischen Viktorialand. Er liegt 500 m südlich der Mitte des Hoffman Ledge im Labyrinth des Wright Valley.
Das Advisory Committee on Antarctic Names benannte ihn 2004 nach J. H. Gupwell, der von 1973 bis 1976 die Aufsicht über ein neuseeländisches Bohrprojekt in den Antarktischen Trockentälern hatte.